# Marcus Antius Rufinus
Marcus Antius Rufinus war ein im 2. Jahrhundert n. Chr. lebender Angehöriger des römischen Senatorenstandes.
Durch zahlreiche Grenzsteine ist belegt, dass Rufinus gegen Ende der Regierungszeit von Hadrian (117–138) die Grenze zwischen den Provinzen Moesia inferior und Thracia festlegen ließ; wahrscheinlich tat er dies als Statthalter von Moesia inferior.
Die Inschriften werden bei der Epigraphik-Datenbank Clauss-Slaby auf 135/136 datiert; Paul von Rohden und Vasilka Gerasimova-Tomova datieren sie ins Jahr 136.